# Gorodniá
Gorodniá (ucraniano: Городня́) es una ciudad de Ucrania perteneciente al raión de Chernígov en la óblast de Chernígov.
En 2021, la ciudad tenía una población de 11 710 habitantes. Es sede de un municipio que abarca otros seis mil habitantes más, repartidos en 54 pueblos y 4 sélyshcha.

## Historia
Aunque se conoce la existencia de una aldea aquí desde la época de la Rus de Kiev, la aldea original se despobló en el siglo XIV, cuando pertenecía al Gran Ducado de Lituania. En 1503, la zona fue conquistada por el principado de Moscú, que refundó el asentamiento, mencionándose por primera vez en documentos en 1552. En 1618 pasó a formar parte de la República de las Dos Naciones, que en 1635 la convirtió en el centro administrativo de la zona. En 1649 se integró en el Hetmanato cosaco, que a su vez se integró posteriormente en el Imperio ruso; tras disolverse la estructura administrativa del Hetmanato, en 1785 se concedió a la localidad el Derecho de Magdeburgo. Se desarrolló notablemente a partir de 1873, cuando se estableció aquí una estación del ferrocarril de Liepāja a Romny. Adoptó estatus de ciudad en 1957. Hasta 2020 era la capital de su propio raión.
Se ubica unos 50 km al noreste de Chernígov, sobre la carretera P13 que lleva al trifinio con Bielorrusia y Rusia.